# Seyrighoplites inermis
Seyrighoplites inermis är en stekelart som först beskrevs av Morley 1916.  Seyrighoplites inermis ingår i släktet Seyrighoplites och familjen brokparasitsteklar. Inga underarter finns listade i Catalogue of Life.